# Stuart Cooper
Stuart Cooper (ur. 1942 w Hoboken) – amerykański reżyser, scenarzysta i producent filmowy i telewizyjny.
Od lat 60. przebywał w Anglii, gdzie grywał drobne epizody, m.in. w Parszywej dwunastce (1967) Roberta Aldricha. W latach 70. zajął się reżyserią i jego filmy z tego okresu cieszyły się największym uznaniem. Cooper rok po roku zdobył dwa Srebrne Niedźwiedzie na 24. i 25. MFF w Berlinie za brytyjskie dramaty Mały Malcolm (1974) z Johnem Hurtem w roli głównej i Overlord (1975). W późniejszych latach tworzył głównie filmy telewizyjne, m.in. Niezwykła Wigilia (1986) z Lorettą Young i Trevorem Howardem czy futurystyczny Zbuntowany klon (1998).